# Изложба „Фонд младих 1972—1982” (1983)
Изложба „Фонд младих 1972—1982” се одржала у периоду од 24. јануара до 6. фебруара 1983. године, у Уметничком павиљону „Цвијета Зузорић” у Београду.

## Излагачи

### Репродукције
1. Александар Антић
2. Момчило Антоновић
3. Љиљана Блажеска
4. Милан Блануша
5. Љиљана Бурсаћ
6. Здравко Вајагић
7. Марија Васиљев
8. Јармила Вешовић
9. Милун Видић
10. Борут Вилд
11. Велимир Вукићевић
12. Биљана Вуковић
13. Никола Вукосављевић
14. Јоана Вулановић
15. Ратко Вулановић
16. Милица Вучковић
17. Драган Гашић
18. Горан Гвардиол
19. Зоран Гребенаровић
20. Божидар Дамјановски
21. Драган Добрић
22. Боривој Дедић
23. Фатима Дедић
24. Игор Драгичевић
25. Марија Драгојловић
26. Антонија Драгутиновић
27. Веселин Драшковић
28. Живко Ђак
29. Марио Ђиковић
30. Шемса Ђулизаревић
31. Љубица Ђурђев
32. Петар Ђурђевић
33. Радивоје Ђуровић
34. Синиша Жикић
35. Снежана Дмитровић Здравковић
36. Станко Зечевић
37. Весна Зламалик
38. Бора Иљовски
39. Биљана Јанковић
40. Драгољуб Јелесијевић
41. Милица Глигоровић Јелић
42. Душан Јевтовић
43. Драган Јовановић
44. Душан Јовановић
45. Зоран Добротин Јовановић
46. Срђан Јовановић
47. Душанка Јовић
48. Драгана Јовчић
49. Душан Јуначков
50. Родољуб Карановић
51. Никола Клисић
52. Слободан Кнежевић
53. Стеван Кнежевић
54. Дијана Кожовић
55. Владимир Комад
56. Милутин Копања
57. Илија Костов
58. Милена Крсмановић
59. Велизар Крстић
60. Оливера Кравић Крстић
61. Слободан Крстић
62. Ранка Јанковић Лучић
63. Власта Максимовић
64. Љиљана Манзаловић
65. Милан Циле Маринковић
66. Снежана Маринковић
67. Анте Мариновић
68. Бранка Марић
69. Душан Марковић
70. Надежда Марковић
71. Слободанка Матић
72. Весна Мијачика
73. Желимир Миладин
74. Стјепан Мимица
75. Бранимир Минић
76. Владан Мицић
77. Мирјана Мојсић
78. Тафил Мусовић
79. Ева Мрђеновић
80. Борислава Продановић Недељковић
81. Драгиша Обрадовић
82. Мира Пешић Орлић
83. Душан Оташевић
84. Александрина Паскутини
85. Бранимир Пауновић
86. Данка Петровска
87. Миодраг Петровић
88. Мице Попчев
89. Светлана Раденовић
90. Весна Радосављевић
91. Невенка Рајковић
92. Балша Рајчевић
93. Даница Баста Ракиџић
94. Јован Ракиџић
95. Кемал Рамујкић
96. Владимир Рашић
97. Александра Ристић
98. Оливера Савић
99. Страхиња Станковић
100. Јовица Стевановић
101. Радош Стевановић
102. Анета Светиева
103. Радмила Степановић
104. Миливоје Стоиљковић
105. Добри Стојановић
106. Љиљана Стојановић
107. Невенка Стојсављевић
108. Слободанка Ступар
109. Милорад Ступовски
110. Ана Танић
111. Зорица Тасић
112. Милорад Тепавац
113. Марија Тишма
114. Станка Тодоровић
115. Томислав Тодоровић
116. Мирко Тримчевић
117. Радислав Тркуља
118. Радован Трнавац
119. Владимир Фландер
120. Невена Јованчић Хаџи
121. Радован Хиршл
122. Александар Цветковић
123. Ђорђије Црнчевић
124. Милош Шкрбовић